# Gilles Marguet
Gilles Marguet (* 3. Dezember 1967 in Pontarlier) ist ein ehemaliger französischer Biathlet. 
Gilles Marguet gewann bei den Olympischen Winterspielen 2002 in Salt Lake City Bronze und bei der WM 2001 in Pokljuka Gold mit der Staffel.

## Biathlon-Weltcup-Platzierungen
Die Tabelle zeigt alle Platzierungen (je nach Austragungsjahr einschließlich Olympische Spiele und Weltmeisterschaften).
- 1.–3. Platz: Anzahl der Podiumsplatzierungen
- Top 10: Anzahl der Platzierungen unter den ersten zehn (einschließlich Podium)
- Punkteränge: Anzahl der Platzierungen innerhalb der Punkteränge (einschließlich Podium und Top 10)
- Starts: Anzahl gelaufener Rennen in der jeweiligen Disziplin

| Platzierung | Einzel | Sprint | Verfolgung | Massenstart | Staffel | Gesamt |
| ----------- | ------ | ------ | ---------- | ----------- | ------- | ------ |
| 1. Platz    |        |        |            |             | 1       | 1      |
| 2. Platz    |        |        |            |             | 2       | 2      |
| 3. Platz    |        | 1      |            |             | 1       | 2      |
| Top 10      |        | 3      |            |             | 12      | 15     |
| Punkteränge | 3      | 12     | 3          |             | 12      | 30     |
| Starts      | 14     | 34     | 15         |             | 13      | 76     |